# Cratere Dickinson
Dickinson  è un cratere sulla superficie di Venere. Deve il suo nome alla poetessa statunitense Emily Dickinson.